# Iron Jacket
Iron Jacket (Puhihwikwasu'u) (* Ende der 1780er oder Anfang der 1790er Jahre; † 1858) war ein indianischer Kriegshäuptling und Häuptling der Comanchen-Indianer.
Iron Jacket war Häuptling und Medizinmann. Sein Volk glaubte, er habe die Fähigkeit gehabt, Kugeln mit seinem Atem wegzublasen. Sein Name („Eiserne Jacke“) rührt wahrscheinlich von seiner Gewohnheit her, in der Schlacht einen spanischen Kettenpanzer zu tragen, der ihn vor dem Beschuss durch leichte Waffen schützte.
Am 12. Mai 1858 schützte ihn seine (wahrscheinlich von seinen Vorfahren geerbte) Jacke nicht, und er wurde am Ufer des South Canadian River in der Schlacht am Little Robe Creek getötet, als sein Band von Quahadi-Comanchen gegen eine Truppe von Texas Rangers und Indianern aus dem Brazos-Reservat unter der Führung von John S. Ford, Shapley Prince Ross (dem Vater von Lawrence Sullivan Ross) und Plácido, einem Tonkawa-Häuptling, kämpfte.

## Leben
Über das frühe Leben von Iron Jacket ist nicht viel bekannt. Er wurde in den späten 1780er oder frühen 1790er Jahren geboren und war wahrscheinlich der Sohn oder Neffe des Quahadi-Häuptlings Waakakwasi („Trotter“, von den Mexikanern „Cota-de-Maya“ oder „Cota-de-Malla“ genannt, d. h. „Eisenhemd“ oder „Eisenjacke“). Er scheint sowohl ein Erbhäuptling als auch ein Kriegshäuptling gewesen zu sein. 
Es gibt nur wenige Informationen über Iron Jackets Leben als Häuptling, außer dass er von den 1820er bis zu den 1850er Jahren Dutzende von signifikanten Überfällen auf Siedler in Texas und Mexiko angeführt hat. Jahrzehntelang hielten ihn die US-amerikanischen und mexikanischen Opfer seiner Überfälle für ein übernatürliches Wesen, weil er scheinbar unverwundbar war. Angehörige der Rangers und des Militärs behaupteten bei verschiedenen Gelegenheiten, sie hätten Iron Jacket mitten ins Gesicht geschossen, ohne ihn zu verletzen.
1835 unterzeichnete er vermutlich (sein Name wurde als Pohowetowshah, „Messing-Mann“, angegeben) einen Vertrag mit General M. Arbuckle und Gouverneur Monfort Stokes, zusammen mit Häuptlingen wie Tawaquenah („Sun Eagle“) von den Kotsoteka- und Amorous Man von den Penateka-Comanchen. Im Jahr 1840 war er wahrscheinlich einer der Anführer, die auf der Seite der Comanchen und Kiowa mit den Cheyenne und Arapaho bei den Verhandlungen über das Friedens- und Bündnisabkommen verhandelten, welches vom Yamparika-Comanchen-Häuptling Ten Bears gefördert wurde.
Iron Jackets Sohn war der berühmte Comanchen-Häuptling Peta Nocona und sein Enkel war der letzte Comanchen-Häuptling Quanah Parker.

## Antelope-Hills-Expedition
Die Jahre vor dem Bürgerkrieg waren an der texanischen Grenze besonders blutig, da Iron Jacket, sein Sohn Peta Nocona und andere Comanchen- und Kiowa-Häuptlinge mit den eindringenden weißen Siedlern in der Comancheria kämpften. Als Reaktion auf diese Überfälle ernannte Gouverneur Runnels am 27. Januar 1858 John Salmon „Rip“ Ford, einen Veteranen des Mexikanisch-Amerikanischen Krieges und Grenzjäger, zum Hauptmann und Befehlshaber der Texas Ranger, der Miliz und der verbündeten Indianertruppen und befahl ihm, den Kampf gegen die Comanchen im Herzen ihrer Heimat in der Comancheria zu führen.
Ford war als wilder und unnachgiebiger Kämpfer bekannt. Was in den Geschichtsbüchern oft nicht erwähnt wird, ist seine Neigung, jeden Indianer, den er fand, ob Mann oder Frau, auf offener Straße brutal zu ermorden. Fords Grund dafür war einfach: Die Comanchen gingen bei ihren Überfällen selbst brutal gegen die Siedler vor. Ford war daher entschlossen, Brutalität mit Brutalität zu begegnen.
Gouverneur Runnels erteilte Ford eindeutige Befehle: „Ich fordere Sie auf, aktiv und energisch zu werden. Verfolgen Sie jede Spur und jeden Pfad von feindlichen oder mutmaßlich feindlichen Indianern, die Sie entdecken, und wenn möglich, holen Sie sie ein und züchtigen Sie sie, wenn sie unfreundlich sind.“
Am 19. März 1858 begab sich Ford in das Brazos-Reservat in der Nähe der heutigen Stadt Fort Worth, Texas, und rekrutierte die Tonkawa für seine Streitkräfte. Die Tonkawa-Indianer, die von ihrem Häuptling Placido befehligt wurden, der als „treuer und vertrauenswürdiger Freund der Weißen“ gepriesen wurde (wobei ihr Kannibalismus damals nur am Rande erwähnt wurde), unternahmen mit einer etwa gleich großen Zahl von Texas Rangers einen Feldzug gegen die Comanchen. Ford und Placido waren entschlossen, den Comanchen und Kiowa bis zu ihren Hochburgen in den Hügeln am Canadian River und in den Wichita Mountains zu folgen und, wenn möglich, „ihre Krieger zu töten, ihre Nahrungsvorräte zu dezimieren, ihre Häuser und Familien anzugreifen und ganz allgemein ihre Fähigkeit zur Kriegsführung zu zerstören“.
Im April 1858 errichtete Ford das Camp Runnells in der Nähe der ehemaligen Stadt Belknap. Ford handelte immer noch unter dem ausdrücklichen Befehl von Gouverneur Runnell, „jede Spur von feindlichen und mutmaßlich feindlichen Indianern zu verfolgen, die schwerste und summarischste Strafe zu verhängen“ und „keine Einmischung von irgendeiner Quelle zuzulassen“. Mit „Quelle“ waren die Vereinigten Staaten gemeint, deren Armee und Indianeragenten versuchen könnten, Bundesverträge und Bundesgesetze gegen das Eindringen in die indianischen Gebiete in Oklahoma durchzusetzen. Am 15. April überquerten Fords Ranger in Begleitung von Tonkawa-Kriegern sowie Anadarko- und Shawnee-Scouts aus dem Brazos-Indianerreservat in Texas den Red River in das Indianerterritorium. Die Truppe rückte dann in den Teil der Comancheria in den Indianerterritorien in Oklahoma vor. Ford verstieß dabei gegen Bundesgesetze und zahlreiche Verträge, erklärte aber später, es seine Aufgabe gewesen, „Indianer zu finden und zu bekämpfen“, und nicht „Geografie zu lernen“.

## Schlacht am Little Robe Creek und Tod
Bei Sonnenaufgang am 12. Mai 1858 begannen Ford und seine gemeinsame Truppe aus Rangern und Tonkawa eine ganztägige Schlacht mit einem Angriff im Morgengrauen auf ein schlafendes Comanchendorf. Die so genannte Schlacht am Little Robe Creek bestand in Wirklichkeit aus drei verschiedenen Ereignissen, die sich im Laufe eines einzigen Tages ereigneten. Der erste war der Angriff auf das schlafende Dorf. Der zweite war ein Folgeangriff auf das Dorf von Iron Jacket, das sich etwas weiter flussaufwärts am Canadian River befand. Iron Jacket wurde bei diesem Gefecht getötet. Der Rest seines Dorfes wurde durch das rechtzeitige Eingreifen von Peta Nocona mit einer dritten Truppe von Comanchen gerettet.
Iron Jacket kam ums Leben, als er wiederholt die Linie der schießenden Ranger und Tonkawa entlang ritt und sie verspottete. Viele Historiker sind der Meinung, dass die „Eisenjacke“, die ihn vor dem Beschuss mit leichten Waffen schützte, ihn nicht vor dem Büffelgewehr von Tonkawa Jim Pockmark schützen konnte, durch welches er getötet wurde. Ford berichtete: „Sechs Gewehrschüsse ertönten in der Luft“. Auf jeden Fall entmutigte der Tod ihres legendären Häuptlings seine Krieger, und nur das rechtzeitige Eingreifen seines Sohnes Peta Nocona und seiner Krieger rettete Iron Jackets Dorf. Sein Leichnam konnte jedoch nicht geborgen werden und wurde von den kannibalistischen Tonkawa skalpiert und teilweise verspeist.
Die Ranger zerbrachen sein Kettenhemd und behielten die Schindeln als Souvenir. Seine anderen Ausrüstungsgegenstände, wie seine Lanze und sein Schild, wurden dem Gouverneur in Austin zur Schau gestellt.